# Воля-Раштовська
Воля-Раштовська (пол. Wola Rasztowska) — село в Польщі, у гміні Клембув Воломінського повіту Мазовецького воєводства.
Населення — 1052 особи (2011).
У 1975-1998 роках село належало до Остроленцького воєводства.

## Демографія
Демографічна структура станом на 31 березня 2011 року:
|          | Загалом | Допрацездатний вік | Працездатний вік | Постпрацездатний вік |
| -------- | ------- | ------------------ | ---------------- | -------------------- |
| Чоловіки | 525     | 121                | 362              | 42                   |
| Жінки    | 527     | 126                | 303              | 98                   |
| Разом    | 1052    | 247                | 665              | 140                  |